# Mogurnda lineata
Mogurnda lineata é uma espécie de peixe da família Eleotridae.
É endémica da Papua-Nova Guiné.